# Station Kotomierz
Station Kotomierz is een spoorwegstation in de Poolse plaats Kotomierz.